# Paul Mason (giornalista)
Paul Mason (Leigh, 23 gennaio 1960) è un giornalista britannico.
Tiene una rubrica settimanale su The New European e rubriche mensili per Social Europe e Frankfurter Rundschau. È stato corrispondente economico e poi redattore economico del programma televisivo Newsnight di BBC Two dal 2001, e redattore culturale e digitale di Channel 4 News dal 2013, diventando redattore economico del programma nel 2014. Ha lasciato Channel 4 nel 2016. È autore di diversi libri.

## Libri
- (EN) Paul Mason, Live Working or Die Fighting: How the Working Class Went Global [Vivere lavorando o morire combattendo: Come la classe operaia è diventata globale], London, Harvill Secker, 2007,  pp. xv, 304, ISBN 978-0-436-20615-3, OCLC 988943606. URL consultato il 15 febbraio 2025.
- (EN) Paul Mason, Meltdown: The End of the Age of Greed [Meltdown: La fine dell'era dell'avidità], London, Verso, 2009,  pp. xiii, 265, ISBN 978-1-84467-396-4, OCLC 758973731. URL consultato il 15 febbraio 2025.
- (EN) Paul Mason, Why It's Kicking Off Everywhere: The New Global Revolutions [Perché sta nascendo ovunque: Le nuove rivoluzioni globali], London, Verso, 2012,  p. 237, ISBN 978-1-84467-851-8, OCLC 769192643. URL consultato il 15 febbraio 2025.[10][11]
- (EN) Paul Mason, Rare Earth: A Novel [Terra rara: Un romanzo], No Exit, 2012,  p. 348, ISBN 978-1-84243-846-6, OCLC 793689777. URL consultato il 15 febbraio 2025.
- (EN) Paul Mason, PostCapitalism: A Guide to our Future [PostCapitalismo: Guida al nostro futuro], Allen Lane, 2015,  pp. XXI, 339, ISBN 978-1-84614-738-8, OCLC 932179126. URL consultato il 15 febbraio 2025.
- (EN) Paul Mason, Clear Bright Future: A Radical Defence of the Human Being [Un futuro chiaro e luminoso: Una difesa radicale dell'essere umano], Allen Lane, 2019,  pp. xiii, 353, ISBN 978-0-241-32010-5, OCLC 1088920981. URL consultato il 15 febbraio 2025.
- (EN) Paul Mason, How To Stop Fascism: History, Ideology, Resistance [Come fermare il fascismo: Storia, ideologia, resistenza], Allen Lane, 2021,  pp. xxi, 297, ISBN 978-0-14-199639-4, OCLC 1242384532. URL consultato il 15 febbraio 2025.